# Mauritiusi viharmadár
A mauritiusi viharmadár (Pseudobulweria aterrima) a madarak (Aves) osztályának viharmadár-alakúak (Procellariiformes) rendjébe, ezen belül a viharmadárfélék (Procellariidae) családjába tartozó faj.
Korábban a viharmadarak (Pterodroma) közé sorolták Pterodroma aterrima néven.

## Előfordulása
Jelenleg kizárólag Réunion szigetén megtalálható. Mauritiusról már kihalt.